# Tiếng Maang
Tiếng Maang (tiếng Trung: 么昂语, Ma Ngang ngữ) hoặc Mo'ang (tiếng Trung: 末昂语, Mạt Ngang ngữ) là một ngôn ngữ Lô Lô-Miến, được nói tại châu Văn Sơn, Vân Nam, Trung Quốc và miền bắc Việt Nam. Người Maang còn được gọi là Gāokùjiǎo Yí (高裤脚彝; Cao khố cước Di) bởi các nhóm dân tộc địa phương khác (Zhou 2014: 1).
Lama (2012) phân loại tiếng Maang trong nhánh Mondzi của nhóm ngôn ngữ Lolo – Miến. Tiếng Maang có nhiều từ mượn tiếng Tráng (thuộc nhóm ngôn ngữ Tai Trung) (Wang 2018).

### Văn liệu
- Hsiu, Andrew. 2014. "Mondzish: a new subgroup of Lolo-Burmese Lưu trữ ngày 3 tháng 3 năm 2016 tại Wayback Machine". In Proceedings of the 14th International Symposium on Chinese Languages and Linguistics (IsCLL-14). Taipei: Academia Sinica.
- Hsiu, Andrew. 2017. Meang audio word list. Zenodo. doi:10.5281/zenodo.1123373
- Lama, Ziwo Qiu-Fuyuan (2012), Subgrouping of Nisoic (Yi) Languages, thesis, University of Texas at Arlington (archived)
- Wang, Zhanling 王战领. 2018. Mo'angyu de xishu ji qi yuyan jiechu 末昂语的系属及其语言接触. Journal of Honghe University 期红河学院学报, Vol.16　No.2, Apr. 2018. doi:10.13963/j.cnki.hhuxb.2018.02.010
- Wu, Zili [武自立]. 1993. A preliminary study of the Mo'ang language of Funing County, Yunnan Province [云南富宁未昂话初探]. Minzu Yuwen 2. http://wuxizazhi.cnki.net/Search/MZYW199302009.html Lưu trữ ngày 30 tháng 12 năm 2018 tại Wayback Machine
- Zhou, Decai [周德才]. 2014. A study of Mo'ang [末昂语研究]. Beijing: Ethnic Publishing House [民族出版社].